# Callianira
Dans la mythologie grecque, Callianira (en grec ancien Καλλιάνειρα / Kalliáneira) est une Néréide, fille de Nérée et de Doris, citée par Homère dans sa liste de Néréides. 

## Famille
Ses parents sont le dieu marin primitif Nérée, surnommé le vieillard de la mer, et l'océanide Doris. Elle est l'une de leur multiples filles, les Néréides, généralement au nombre de cinquante, et a un frère unique, Néritès. Pontos (le Flot) et Gaïa (la Terre) sont ses grands-parents paternels, Océan et Téthys ses grands-parents maternels.

## Mythologie
Callianira est mentionnée comme l'une des 32 Néréides qui se rassemblent sur la côte de Troie, remontant des profondeurs de la mer pour pleurer avec Thétis la mort future de son fils Achille dans l'Iliade d'Homère.

## Évocation moderne

### Biologie
Le genre de Cténaires des Callianira doit son nom à la Néréide.